# デイリーフラッシュ
『デイリーフラッシュ』は、1989年4月3日から1997年3月28日までサガテレビで平日夕方に放送されていたスポットニュース。協力：佐賀新聞。

## 概要
『佐賀新聞ニュース』の後継番組としてスタートしたが、後に『stsスーパータイム』とオムニバス化された。そのため、キャスターとスタジオは『stsニュースレポート』や『stsスーパータイム』と同じだった。単独番組時代は実質『stsスーパータイム』ローカル枠のおさらい的な番組（即ち、事後番組）だった。

## 放送時間
- 月曜 - 金曜 18:55 - 19:00 （1989年4月3日 - 1997年3月28日、JST） 
  - 1995年4月3日から最後の2年間は『stsスーパータイム』のおまけ部分として放送。

| サガテレビ 平日夕方のスポットニュース | サガテレビ 平日夕方のスポットニュース                     | サガテレビ 平日夕方のスポットニュース |
| 前番組                                | 番組名                                                    | 次番組                                |
| ------------------------------------- | --------------------------------------------------------- | ------------------------------------- |
| 佐賀新聞ニュース                      | デイリーフラッシュ ↓ stsスーパータイム デイリーフラッシュ | 廃枠 ※『stsザ・ヒューマン』に統合     |

| スタブアイコン | サブスタブ | この項目は、まだ閲覧者の調べものの参照としては役立たない、テレビ番組に関連した書きかけの項目です。この項目を加筆・訂正などしてくださる協力者を求めています（P:テレビ/PJ:放送または配信の番組）。 |